# Hejtmánkovice
Hejtmánkovice – wieś w Czechach, w kraju kralovohradeckim, w powiecie Náchod.
Podgórska wioska, leżąca w centrum Kotliny Broumowskiej, w Sudetach Środkowych, przylegająca do północno-zachodniej części Broumova położona na wysokości od 380 do 480 m n.p.m. w obniżeniu między Broumowskimi Ścianami (czes. Broumovské stěny) na południowym zachodzie, a Górami Suchymi (czes. Javoří hory) na północnym wschodzie.
Jest to długa wąska wieś, charakteryzująca się luźną zabudową budynków, położonych po obu stronach drogi. Przez wieś przepływa Liščí potok, lewy dopływ Ścinawki.
We wsi zachowały liczne obiekty budownictwa ludowego, gospodarstwa typu broumovskiego z XIX wieku, stodoła o konstrukcji zrębowej w górnej części wsi, oraz wiele figurek, kapliczek i krzyży, ustawionych przy drogach oraz wśród pól.

## Turystyka
Przez północno-wschodnie obrzeża wsi przechodzi szlak turystyczny:
- czerwony – prowadzący z Broumova do Broumowskich Ścian.
- Przez wieś prowadzi droga z Broumova przez Mezimesti do przejścia granicznego Starostín – Golińsk